# Marco Gregnanin
Marco Gregnanin (ur. 20 listopada 1983) – włoski żużlowiec.

## Życiorys
Dwukrotny brązowy medalista indywidualnych mistrzostw Włoch (2011, 2012), jak również złoty medalista indywidualnych młodzieżowych mistrzostw Włoch (2003) oraz trzykrotny medalista mistrzostw Włoch par (srebrny – 2011, 2012; brązowy – 2009).
Reprezentant Włoch na arenie międzynarodowej. Uczestnik półfinału indywidualnych mistrzostw Europy (Terenzano 2008 – XIV miejsce). Wielokrotny uczestnik eliminacji indywidualnych mistrzostw świata oraz drużynowego Pucharu Świata.